# Élection présidentielle sierra-léonaise de 2018
L'élection présidentielle sierra-léonaise de 2018 a lieu le 7 mars 2018, en même temps que les élections législatives, afin d'élire le président de la Sierra Leone.  
Le président sortant Ernest Bai Koroma, du Congrès de tout le peuple, n'est pas candidat à sa réélection, la constitution lui interdisant un troisième mandat consécutif. Son parti, le Congrès de tout le peuple (APC) présente la candidature de Samura Kamara, tandis que le principal parti d'opposition, le Parti du peuple de Sierra Leone (PDP) présente à nouveau celle d'Julius Maada Bio. Les deux hommes s'affrontent lors d'un second tour, initialement prévu pour le 27 mars 2018 puis reporté au 31,. Julius Maada Bio l'emporte, provoquant une alternance à la tête de l’État.

## Contexte
Élu en 2007, Ernest Bai Koroma est réélu en 2012 en battant Julius Maada Bio au second tour. 

## Système électoral
Le Président de la république de Sierra Leone est élu selon une version modifiée du scrutin uninominal majoritaire à deux tours pour un mandat de cinq ans, renouvelable une seule fois. Pour être élu au premier tour, un candidat doit réunir plus 55 % des suffrages exprimés, et non pas la seule majorité absolue. À défaut, les deux candidats arrivés en tête s'affrontent lors d'un second tour organisé dans les deux semaines suivantes, et le candidat arrivé en tête est élu.

## Résultats
| Candidats                | Candidats                | Partis                                              | Premier tour | Premier tour | Second tour | Second tour |
| Candidats                | Candidats                | Partis                                              | Voix         | %            | Voix        | %           |
| ------------------------ | ------------------------ | --------------------------------------------------- | ------------ | ------------ | ----------- | ----------- |
|                          | Julius Maada Bio         | Parti du peuple de Sierra Leone                     | 1 097 482    | 43,26        | 1 319 406   | 51,81       |
|                          | Samura Kamara            | Congrès de tout le peuple                           | 1 082 748    | 42,68        | 1 227 171   | 48,19       |
|                          | Kandeh Yumkella          | Grande coalition nationale                          | 174 014      | 6,86         |             |             |
|                          | Samuel Sam-Sumana        | Coalition pour le changement                        | 87 720       | 3,46         |             |             |
|                          | Mohamed Mansaray         | Alliance démocratique                               | 26 704       | 1,05         |             |             |
|                          | Jemba Ngobeh             | Front révolutionnaire uni                           | 12 827       | 0,51         |             |             |
|                          | Tarawally Musa           | Parti démocratique citoyen                          | 11 493       | 0,45         |             |             |
|                          | Francis Margai           | Mouvement populaire pour le changement démocratique | 9 864        | 0,39         |             |             |
|                          | Mohamed Bah              | Alliance démocratique nationale                     | 8 344        | 0,33         |             |             |
|                          | Mohamed Sowa             | Mouvement démocratique uni                          | 5 695        | 0,22         |             |             |
|                          | John O'Dwyer             | Démocrates progressistes nationaux                  | 4 239        | 0,17         |             |             |
|                          | Baba Conteh              | Paix et libération                                  | 4 233        | 0,17         |             |             |
|                          | Femi Claudius Cole       | Parti de l'unité                                    | 3 825        | 0,15         |             |             |
|                          | Saa Kabuta               | Parti uni national populaire                        | 3 061        | 0,12         |             |             |
|                          | Victor Williams          | République indépendance nationale                   | 2 555        | 0,10         |             |             |
|                          | Patrick Sandy            | Unité et réconciliation nationale                   | 2 318        | 0,09         |             |             |
|                          |                          |                                                     |              |              |             |             |
| Votes valides            | Votes valides            | Votes valides                                       | 2 537 122    | 94,79        | 2 546 577   | 98,77       |
| Votes blancs et nuls     | Votes blancs et nuls     | Votes blancs et nuls                                | 139 427      | 5,21         | 31 694      | 1,23        |
| Total                    | Total                    | Total                                               | 2 676 549    | 100          | 2 578 271   | 100         |
| Abstention               | Abstention               | Abstention                                          | 502 114      | 15,80        | 600 392     | 18,89       |
| Inscrits / participation | Inscrits / participation | Inscrits / participation                            | 3 178 663    | 84,20        | 3 178 663   | 81,11       |

Suffrages au second tour :
| Julius Maada Bio (51,81 %) |  |  | Samura Kamara (48,19 %) |
| ▲                          |  |  |                         |
| Majorité absolue           |  |  |                         |

## Suites
Le 4 avril 2018, Julius Maada Bio est déclaré élu et prête serment le jour même, malgré la contestation des résultats par son rival.